# Парламентские выборы в Швейцарии (1914)
Парламентские выборы в Швейцарии проходили 25 октября 1914 года. Свободная демократическая партия сохранила абсолютное большинство в парламенте, получив 112 из 189 мест Национального совета.

## Избирательная система

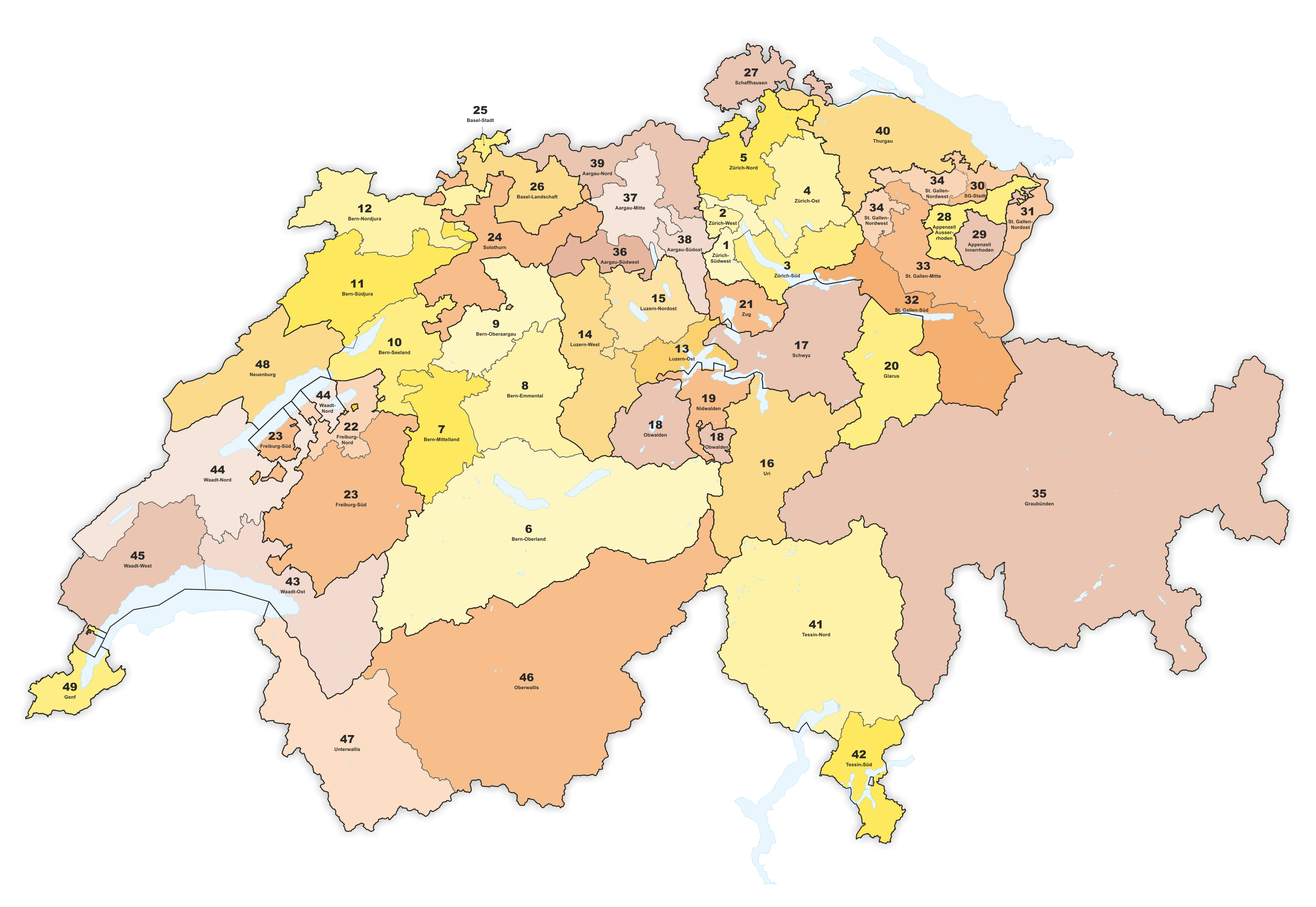
Карта Швейцарии, разделённая на 49 избирательных округа (1911—1917).

189 депутатов Национального совета избирались в 49 одно- и многомандатных округах. Распределение мандатов было пропорционально населению: одно место парламента на 20 тыс. граждан . 
Голосование проводилось по системе в три тура. В первом и втором туре для избрания кандидат должен был набрать абсолютное большинство голосов, в третьем туре достаточно было простого большинства. Каждый последующий тур проводился после исключения кандидата, набравшего наименьшее число голосов. 

## Результаты

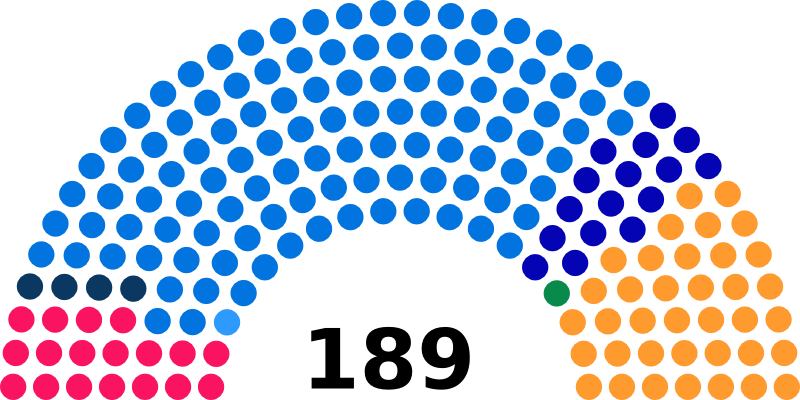
Распределение мест в Национальном совете (1914).

Наивысшая явка была зарегистрирована в кантоне Аргау, где она составила 85,9 %, что оказалось даже выше, чем в кантоне с обязательным голосованием Шаффхаузен (78,7 %). В кантоне Цуг явка оказалась наименьшей (21,2 %).
|  | Партия                                  | Голосов | %    | Мест | +/–   |
|  | Свободная демократическая партия        | 191 054 | 56,1 | 112  | –3    |
|  | Консервативная народная партия          | 71 668  | 21,1 | 37   | –1    |
|  | Социал-демократическая партия           | 34 204  | 10,1 | 19   | +3    |
|  | Либеральная партия                      | 25 142  | 7,4  | 15   | +2    |
|  | Демократическая группа                  | 9069    | 2,7  | 4    | –2    |
|  | Сельское движение                       | 9133    | 2,7  | 1    | новая |
|  | Демократическо-экономическая ассоциация | 9133    | 2,7  | 1    | новая |
|  | Прочие                                  | 9133    | 2,7  | 0    | 0     |
|  | Недействительных/пустых бюллетеней      | 55 181  | –    | –    | –     |
|  | Всего                                   | 395 431 | 100  | 189  | 0     |
|  | Зарегистрированных избирателей/ Явка    | 851 377 | 46,4 | –    | –     |
|  | Источник:                               |         |      |      |       |